# 齊格爾湖 (默爾恩)
53°37′42″N 10°40′44″E / 53.62828°N 10.67896°E

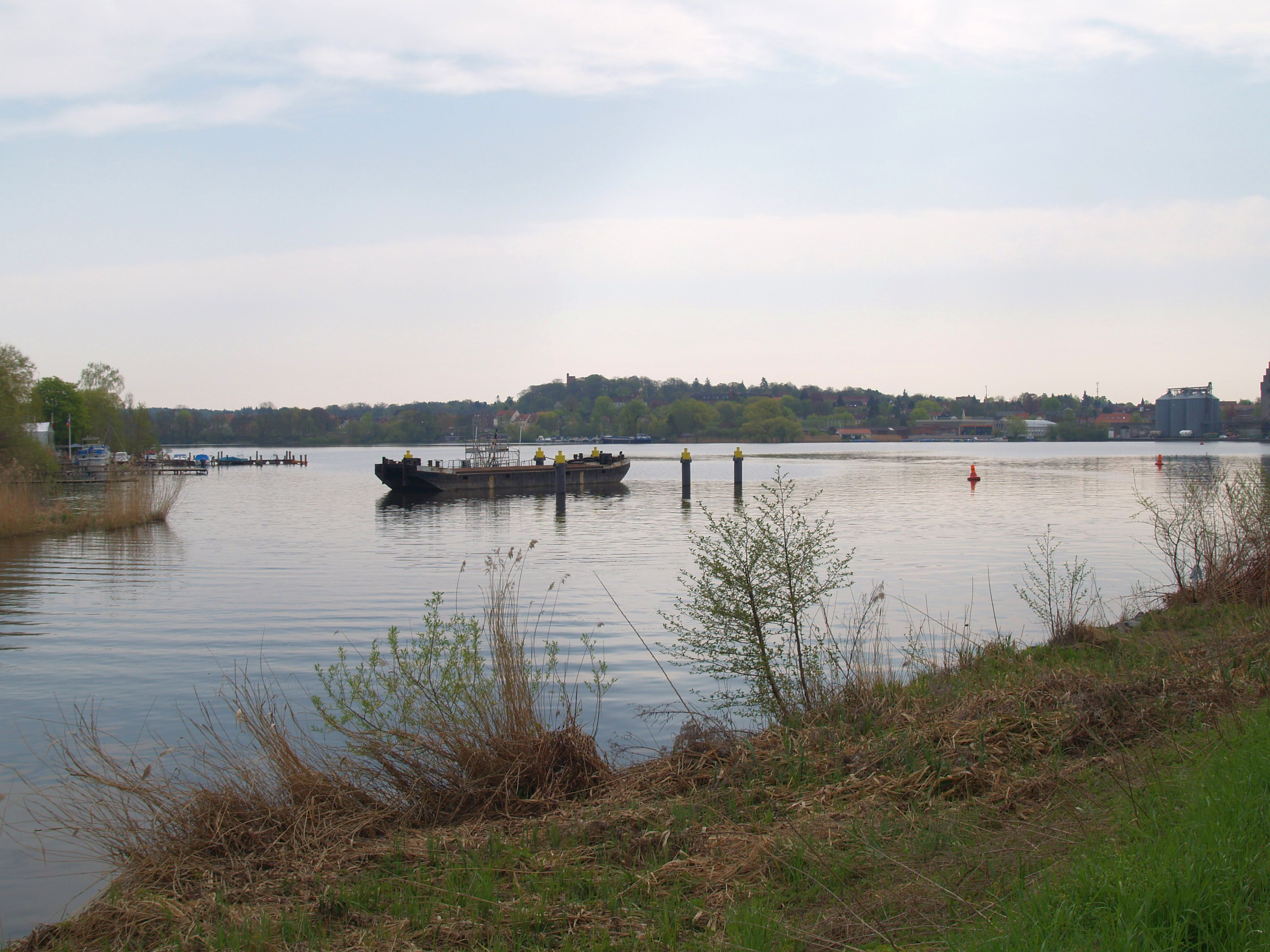

齊格爾湖（德語：Ziegelsee），是德國的湖泊，位於該國北部石勒蘇益格-荷爾斯泰因州，由勞恩堡縣負責管轄，面積0.36平方公里，平均水深3.9米，最大水深6.4米，水體容量140萬立方米，湖岸線長度2.8公里。